# Internet Money Records
Internet Money Records — американський лейбл звукозапису та колектив продюсерів. Його заснував американський продюсер Taz Taylor, який є головним виконавчим директором. Колектив продюсерів складається з самого Таза Тейлора, Nick Mira, DT, Alec Wigdahl, Cxdy, E-Trou, JR Hitmaker, KC Supreme, MJ Nichols, Pharaoh Vice, Census, Paryo, Ryder Johnson та менеджера Birdman Zoe. Серед артистів, які підписали контракт з лейблом, є Dro Kenji та Rich Amiri. Поєднуючи в собі YouTube-канал, звукозаписний лейбл і продюсерську спілку, Internet Money є засобом продажу бітів для продюсерів, а також агрегатором для продюсерів і творчих працівників. Окрім допомоги іншим продюсерам з бізнес-стороною створення музики, Internet Money організовує «тури», де продюсери можуть співпрацювати один з одним.
Internet Money відповідальні за кілька пісень, які потрапили до чарту Billboard Hot 100. Учасники колективу часто продюсували таких виконавців, як Lil Tecca, Juice Wrld, Trippie Redd, The Kid Laroi, Lil Tjay та YoungBoy Never Broke Again, серед інших. 28 серпня 2020 року гурт Internet Money випустив свій дебютний альбом B4 the Storm, який посів 10 місце в чарті Billboard 200. До альбому увійшов сингл Lemonade, спільний з Gunna, Don Toliver та Nav, який посів шосте місце в чарті Hot 100. Їхні біти відомі завдяки інтенсивному використанню 808.

## Історія
У 2016 році американський музичний продюсер Таз Тейлор заснував компанію Internet Money Records. Тейлор вважає, що Internet Money — це спосіб допомогти продюсерам заробляти гроші на музиці, використовуючи ті ж методи, що і він сам. У 2018 році Internet Money підписав контракт з Alamo та Interscope Records. У середині 2019 року відносини Тейлора з Alamo та Interscope зіпсувалися. Наприкінці літа Тейлор погодився на викуп Alamo та Interscope і підписав нову угоду з TenThousand Projects та Virgin Music, що дало йому більше контролю над тим, кого він може підписувати на спільне підприємство.
11 жовтня 2019 року Internet Money випустили спільний сингл з американськими реперами Lil Tecca та A Boogie wit da Hoodie Somebody, який став дебютним синглом колективу. Пісня посіла 96 місце в американському чарті Billboard Hot 100 та отримала платиновий сертифікат Американської асоціації звукозапису (RIAA). 17 квітня 2020 року вони спродюсували сингл Lil Tecca Out of Love з дебютного студійного альбому останнього Virgo World. 14 серпня 2020 року вони випустили спільну роботу з американськими реперами Gunna та Don Toliver Lemonade, в якій взяв участь канадський репер Nav. Пісня посіла шосте місце в чарті Hot 100, ставши найрейтинговішою піснею Internet Money, і отримала потрійну платинову сертифікацію RIAA. Рівно через тиждень вони випустили промо-сингл Thrusting, в якому взяли участь американські репери Swae Lee і Future. Свій дебютний студійний альбом B4 the Storm Internet Money випустили 28 серпня 2020 року. Альбом дебютував і посів 10 місце в американському чарті Billboard 200 та отримав золоту сертифікацію RIAA. Somebody та Lemonade стали відповідно першим та другим синглами альбому, а Thrusting — єдиним промо-синглом альбому. Після виходу альбому на Lemonade було зроблено два ремікси. Перший ремікс пісні, в якому Gunna і Nav замінили американського репера Roddy Ricch, вийшов 30 вересня 2020 року. Він був доданий як єдине нове доповнення до повного видання альбому, яке вийшло 23 жовтня 2020 року. Другий ремікс на Lemonade, який є латиноамериканським реміксом, що повертає Gunna і Nav назад і замінює Roddy Ricch на пуерториканського репера Anuel AA, був випущений 20 листопада 2020 року. Того ж дня, коли вийшов останній ремікс, Internet Money випустили колаборацію з Lil Gnar та Lil Keed Hey!.
26 березня 2021 року колектив Internet Money випустив спільну з Lil Tecca та американським репером Lil Mosey пісню Jetski, яка, можливо, стане лід-синглом майбутнього другого студійного альбому колективу. 8 квітня 2021 року вони співпрацювали разом з американським репером Lil Skies на синглі американського репера Snot Whipski. 13 травня 2021 року вони випустили спільну роботу з Don Toliver та Lil Uzi Vert His & Hers, у якій також взяв участь Gunna, як потенційний другий сингл їхнього наступного альбому. Пісня дебютувала і посіла 67 місце в чарті Billboard Hot 100 та отримала золоту сертифікацію RIAA. 29 липня 2021 року вийшла спільна робота з гонконгським співаком Джексоном Ваном Drive You Home. 10 грудня 2021 року вийшла колаборація з американськими реперами Dro Kenji та Scorey Finders Keepers. 21 січня 2022 року Internet Money випустили колаборацію з американським репером YoungBoy Never Broke Again Flossin як можливий третій сингл їхнього наступного альбому, але з'явився як єдиний новий трек до делюкс-видання комерційного мікстейпу YoungBoy Colors, який згодом був видалений. Пісня дебютувала і досягла піку на 72 місці в чарті Hot 100. 24 березня 2023 року Internet Money випустили спільний сингл I Remember з Родді Річем та Kodak Black.

## Склад
| - Ace - Alec Wigdahl - Banrisk - BryceUnknwn - Census - Chris Made - Cxdy - Denzel Pillow - Dro Kenji - DT - DxnnyFxntom - Dynox - E-Trou - FrankieOnTheGuitar - Georgie - Humblebee - Isaiah Valmont - Johnathan Hicks - JRHITMAKER - Jug | - KC Supreme - Malikai - Mason Wu - MjNichols - Nash - Nick Mira - Nico Baran - Niketaz - Noah Mejia - Paryo - PAX - Pharaoh Vice - Pinkgrillz88 - Rio Leyva - Spaceman - Taz Taylor - ThankYouWill - Vendr - Vvspides - Y2tnb |

## Дискографія

### Студійні альбоми
- 2020 — B4 the Storm

### Мініальбоми
- 2022 — We All We Got